# 토론토 그리스 정교회 수도 대교구

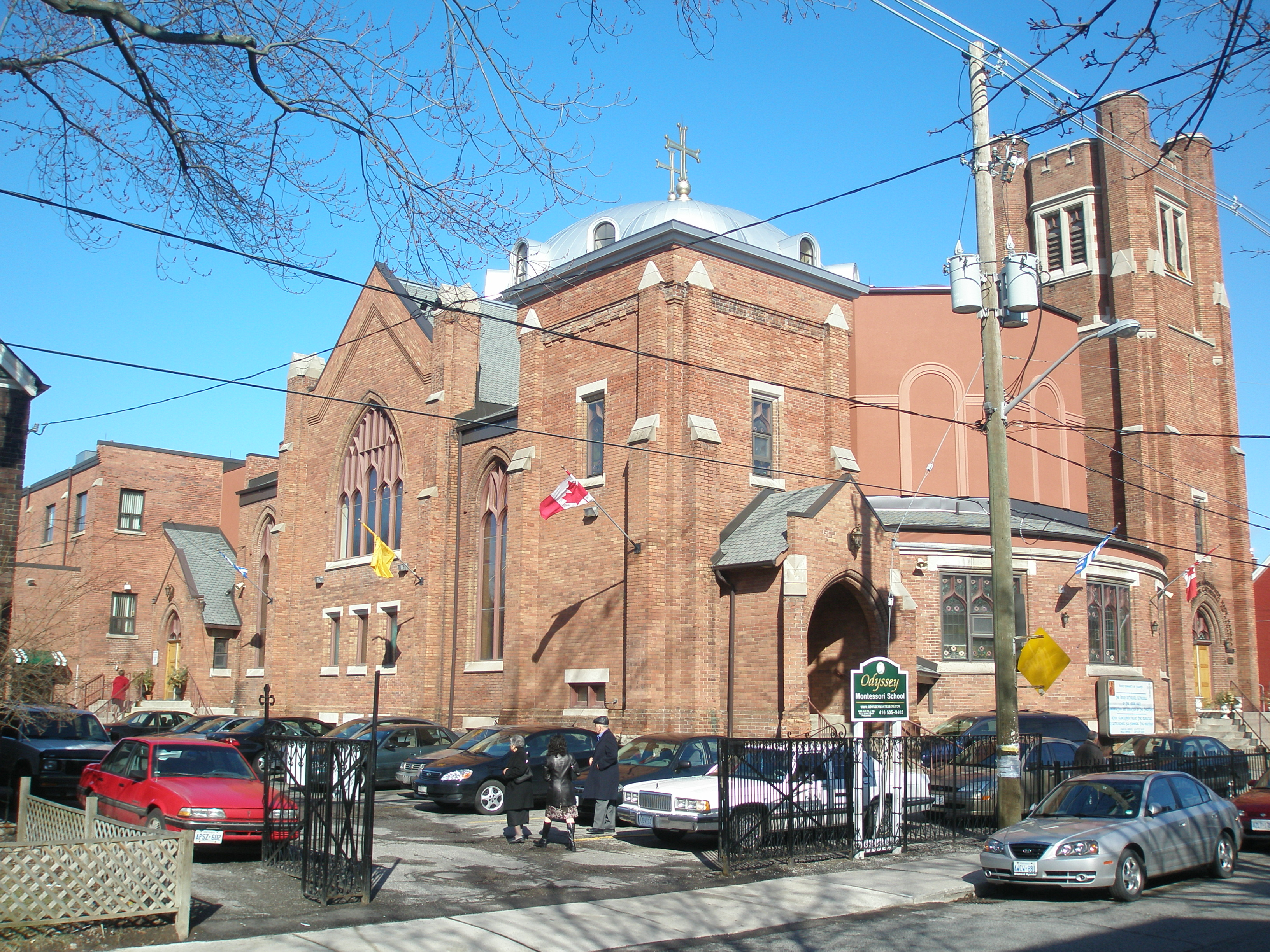

그리스 정교회 캐나다 대교구(Greek Orthodox Archdiocese of Canada) 또는 성 토론토 대교구 (Holy Metropolis Of Toronto) 캐나다에 소재한 동방 정교회의 대교구다. 콘스탄티노폴리스 총대주교청에 소속되어 있다. 현재 캐나다를 관할하는 대교구의 수좌주교는 소티리오스 아타나술라스(Sotirios Athanassoulas)다. 이 교구는 캐나다에 거주하는 그리스 정교회 신자들을 관할한다. 소티리오스 대주교는 그리스의 아르타 (그리스)에서 태어났다. 대교구의 주교좌성당은 토론토 동부에 위치해 있다.

## 현황
2020년 현재 캐나다에는 75개의 성당이 있다. 이 본당은 교구 4개에 소속되어 있다.
- 대서양 캐나다 교구 (4개)
- 온타리오 교구 (39개)
- 퀘벡 교구 (13개)
- 서부 캐나다 교구 (19개)

## 같이 보기
- 콘스탄티노폴리스 총대주교청
- 캐나다 우크라이나 정교회